# Ivana
Ivana je žensko osebno ime.

## Izvor imena
Ime Ivana je ženska oblika imena Ivan.

## Različice imena
Iva, Ivančica, Ivanica, Ivanija, Ivanja, Ivanjica, Ivanka, Ivi, Ivica, Vanja

## Pogostost imena
Po podatkih Statističnega urada Republike Slovenije je bilo na dan 31. decembra 2007 v Sloveniji število ženskih oseb z imenom Ivana: 9.605. Med vsemi ženskimi imeni pa je ime Ivana po pogostosti uporabe uvrščeno na 12. mesto.

## Osebni praznik
V našem koledarju z izborom svetniških imen, udomačenih med Slovenci in njihovimi godovnimi dnevi po novem bogoslužnem koledarju je ime Ivana uvrščeno k imenoma Ivan oziroma Janez poleg tega pa je ime Ivana zapisano še 3 krat. Pregled godovnih dni v katerih poleg Ivane godujeta tudi Ivica in Ivka ter osebe katerih imena nastopajo kot različice navedenih imen.
- 30. maj, Ivana Orleanska, svetnica († 30. maja 1431)
- 26. avgust, Ivana Elisabeth Bichier, francoska redovna ustanoviteljica († 26. avg. 1838)
- 12. december, Ivana Frančiška de Chantal, francoska redovna ustanoviteljica († 12. dec. 1641)

V koledarju je ime Ivana uvrščeno k imenoma Ivan oziroma Janez.